# Arturo Azcorra
Arturo Azcorra Saloña (Santurce, Vizcaya, España, 11 de noviembre de 1962) es un científico e ingeniero de telecomunicaciones español.

## Vida y carrera
Azcorra se graduó en el Loy Norrix High School (Michigan, EE. UU.) en 1980. En 1986, recibió su título de ingeniería de telecomunicaciones por la Universidad Politécnica de Madrid (Madrid, España), con la calificación de Sobresaliente, y posteriormente fue galardonado con el Premio Price Waterhouse a Mejor Estudiante en 1986. Obtuvo su doctorado en Ingeniería de Telecomunicación por la misma universidad en 1989, recibiendo el Premio Nacional COIT-AEIT-ANIEL (AMETIC) a la Mejor Tesis Doctoral. En 1993,  obtuvo un MBA del Instituto de Empresa, graduándose como primero de su clase.
Comenzó su carrera en la Compañía del Metropolitano de Madrid, al tiempo que realizaba trabajos de investigación en telecomunicaciones en la UPM. Fue profesor Titular de Universidad en la UPM desde 1989 hasta 1998, año en el que se trasladó a la Universidad Carlos III de Madrid (UC3M), donde obtuvo la plaza de Catedrático de Universidad y fundó el Grupo de Investigación en Redes y Servicios de Comunicaciones NETCOM, que coordina desde entonces. Posteriormente fue nombrado Vicerrector de Infraestructuras Académicas de la UC3M, cargo que ocupó entre 2000 y 2007. Fue investigador visitante en el ICSI de la Universidad de California en Berkeley (Estados Unidos) en 1999 y en el Instituto Tecnológico de Massachusetts (MIT) (Estados Unidos) en 2002. En 1998, fue nombrado Director de la Cátedra Telefónica de la UC3M, cargo que desempeñó hasta 2009. En junio de 2002 obtuvo la distinción de Senior Member del IEEE (Institute of Electrical and Electronics Engineers). De 2003 a 2008 fue Director de REDIMadrid,  la Red de Investigación Telemática de la Comunidad de Madrid. Es fundador, y director desde 2006 (exceptuando periodos puntuales en los que ha ostentado otros cargos públicos), del instituto internacional de investigación IMDEA Networks. 
En noviembre de 2009 fue nombrado director general de Transferencia de Tecnología y Desarrollo Empresarial del Ministerio de Ciencia e Innovación (MICINN), cargo que ocupó hasta su nombramiento como director general del Centro para el Desarrollo Tecnológico Industrial (CDTI), la agencia española de financiación de la investigación en empresas privadas, el 30 de mayo de 2010. En febrero de 2012 se reincorporó a su puesto de profesor titular del Departamento de Ingeniería Telemática de la Universidad Carlos III de Madrid y director de IMDEA Networks Institute. En abril de 2021 se despidió de estos cargos, incorporándose al Ministerio de Asuntos Económicos y Transformación Digital como director general de Telecomunicaciones y Ordenación de los Servicios de Comunicación Audiovisual. El 6 de octubre de 2022 fue ascendido, en la misma posición, a secretario general. En julio de 2023 recuperó su puesto de profesor titular del Departamento de Ingeniería Telemática de la Universidad Carlos III de Madrid y de director de IMDEA Networks Institute. 
En octubre de 2018 fue nombrado miembro de la Academia Europea de Ciencias "Academia Europaea". Recibió, en 2020, el prestigioso premio Reginald Fessenden por sus contribuciones al desarrollo de la tecnología 5G. Concedido por la Conferencia Internacional ACM-MSWIM, el premio ("por su contribución pionera al midhaul y al núcleo de las redes 5G") reconoce las contribuciones científicas en los campos de las comunicaciones inalámbricas, las redes y los sistemas móviles.
En noviembre de 2021 fue elevado al grado de IEEE Fellow en la categoría de “Technical Leader”, por el impacto científico e industrial de sus contribuciones de investigación para el desarrollo de la tecnología 5G. De esta manera, se convierte en el primer científico en España que ha sido designado IEEE Fellow en la categoría de “Technical Leader”.
Ha participado o dirigido 63 proyectos de investigación avanzada, principalmente en los Programas Marco de Investigación y Desarrollo Tecnológico de la Unión Europea. Ha sido coordinador de las redes de excelencia europeas E-NET, E-NEXT y CONTENT, y de los proyectos europeos CARMEN, TRILOGY, 5G-CROSSHAUL y 5G-TRANSFORMER. Ha obtenido licencias de desarrollos tecnológicos en telecomunicaciones para Ericsson-Telebit Denmark, NEC Europe y Huawei China. También ha realizado trabajos de asesoramiento y consultoría tecnológica para organizaciones como Servicom, la Agencia Espacial Europea, MFS-Worldcom, la Comunidad de Madrid, RENFE, REPSOL, el Ministerio de Educación, Cultura y Deporte, Ericsson-Telebit y el Ministerio de Ciencia y Tecnología. Fue miembro del Consejo Asesor de Future Internet PPP, Comisión Europea, desde febrero de 2012 hasta diciembre de 2017. Fue miembro de la Asamblea General de la Asociación de Infraestructura 5G desde 2013 hasta 2021. Desde 2013 hasta 2017 también fue miembro de la Junta Directiva de la Plataforma Tecnológica Europea (ETP) NetWorld2020 (anteriormente Net!Works & ISI ETPs), durante la cual también fue el presidente de su Grupo Asesor de Expertos. Desde 2014 es miembro del consejo de asociación de la 5G-PPP de la Unión Europea, y de 2015 a 2021 fue vicepresidente del Laboratorio 5TONIC. Arturo Azcorra es el fundador de la serie de conferencias ACM CoNEXT, de la que fue el primer presidente general. Fue miembro del Comité Permanente de la Conferencia IEEE INFOCOM desde 2005 hasta 2014, y ha presidido prestigiosas conferencias internacionales como IEEE INFOCOM, ACM CoNEXT y PROMS-IDMS. Es autor de más de ciento sesenta publicaciones técnicas en revistas y conferencias internacionales y nacionales.